# فراي أيلاند (مين)
فراي أيلاند (بالإنجليزية: Frye Island, Maine)‏ هي بلدة أمريكية تقع في الولايات المتحدة في مقاطعة كمبرلاند (مين). يقدر عدد سكانها بـ 5 نسمة ومساحتها 4.14 كم2 وترتفع عن سطح البحر 82 متر.

## التركيبة السكانية
قام مكتب تعداد الولايات المتحدة بتحديد بيانات التركيبة السكانية لفراي أيلاند في تعداد الولايات المتحدة. في ما يلي، التركيبة السكانية حسب تعدادي 2000 و2010.

### تعداد عام 2000
بلغ عدد سكان فرويتبورت 1,124 نسمة بحسب تعداد عام 2000، وبلغ عدد الأسر 439 أسرة وعدد العائلات 315 عائلة مقيمة في القرية.
وتوزع التركيب العرقي للقرية بنسبة 98.04% من البيض و 0.44% من الأمريكيين الأصليين و 0.62% من الأمريكيين ذوي الأصول الآسيوية و 0.09% من الأمريكيين الأفارقة و 0.53% من عرقين مختلطين أو أكثر.
بلغ عدد الأسر 439 أسرة كانت نسبة 30.5% منها لديها أطفال تحت سن الثامنة عشر تعيش معهم، وبلغت نسبة الأزواج القاطنين مع بعضهم البعض 59.9% من أصل المجموع الكلي للأسر، ونسبة 8.2% من الأسر كان لديها معيلات من الإناث دون وجود شريك، وكانت نسبة 28.2% من غير العائلات. تألفت نسبة 24.1% من أصل جميع الأسر من أفراد ونسبة 9.8% كانوا يعيش معهم شخص وحيد يبلغ من العمر 65 عاماً فما فوق. وبلغ متوسط حجم الأسرة المعيشية 3.03، أما متوسط حجم العائلات فبلغ 2.55.
بلغ العمر الوسطي للسكان 38 عاماً. وكانت نسبة 24.6% من القاطنين تحت سن الثامنة عشر، وكانت نسبة 7.7% بين الثامنة عشر والأربعة وعشرون عاماً، ونسبة 28.8% كانت واقعةً في الفئة العمرية ما بين الخامسة والعشرون حتى والأربعة وأربعون عاماً، ونسبة 25.2% كانت ما بين الخامسة والأربعون حتى الرابعة والستون، ونسبة 13.7% كانت ضمن فئة الخامسة والستون عاماً فما فوق. يوجد لكل 100 أنثى 100.4 ذكر، ويوجد لكل 100 أنثى في الثامنة عشر من عمرها فما فوق 94.1 ذكر.
بلغ متوسط دخل الأسرة في القرية 48,125 دولار، أما متوسط دخل العائلة فبلغ 54,917 دولار. وكان متوسط دخل الذكور 38,362 دولار مقابل 30,227 دولار للإناث. وسجل دخل الفرد الخاص بالقرية 22,364 دولار. وكانت نسبة 3.3% من العائلات ونسبة 5.8% من السكان تحت خط الفقر، وكان من هؤلاء نسبة 6.8% تحت سن الثامنة عشر ولا أحد منهم في الخامسة والستين من العمر وما فوق.

### تعداد عام 2010
بلغ عدد سكان فرويتبورت 1,093 نسمة بحسب تعداد عام 2010، وبلغ عدد الأسر 440 أسرة وعدد العائلات 312 عائلة مقيمة في القرية. في حين سجلت الكثافة السكانية 1,201.1 نسمة لكل ميل مربع (463.7/كم2). وبلغ عدد الوحدات السكنية 476 وحدة بمتوسط كثافة قدره 523.1 لكل ميل مربع (202.0/كم2).
وتوزع التركيب العرقي للقرية بنسبة 95.8% من البيض و 0.2% من الأمريكيين الأصليين و 0.4% من الأمريكيين ذوي الأصول الآسيوية و 1.5% من الأمريكيين الأفارقة و 1.1% من عرقين مختلطين أو أكثر.
بلغ عدد الأسر 440 أسرة كانت نسبة 31.6% منها لديها أطفال تحت سن الثامنة عشر تعيش معهم، وبلغت نسبة الأزواج القاطنين مع بعضهم البعض 55.9% من أصل المجموع الكلي للأسر، ونسبة 10.2% من الأسر كان لديها معيلات من الإناث دون وجود شريك، بينما كانت نسبة 4.8% من الأسر لديها معيلون من الذكور دون وجود شريكة وكانت نسبة 29.1% من غير العائلات. تألفت نسبة 23.0% من أصل جميع الأسر من أفراد ونسبة 10.7% كانوا يعيش معهم شخص وحيد يبلغ من العمر 65 عاماً فما فوق. وبلغ متوسط حجم الأسرة المعيشية 2.91، أما متوسط حجم العائلات فبلغ 2.48.
بلغ العمر الوسطي للسكان 43.6 عاماً. وكانت نسبة 22.5% من القاطنين تحت سن الثامنة عشر، وكانت نسبة 6.1% بين الثامنة عشر والأربعة وعشرون عاماً، ونسبة 23.5% كانت واقعةً في الفئة العمرية ما بين الخامسة والعشرون حتى والأربعة وأربعون عاماً، ونسبة 31.6% كانت ما بين الخامسة والأربعون حتى الرابعة والستون، ونسبة 16.3% كانت ضمن فئة الخامسة والستون عاماً فما فوق. وتوزع التركيب الجنسي للسكان بنسبة 50.2% ذكور و49.8% إناث.